# Kecamatan Trucuk (distrikt i Indonesien, Jawa Timur, lat -7,11, long 111,83)
Kecamatan Trucuk är ett distrikt i Indonesien.   Det ligger i provinsen Jawa Timur, i den västra delen av landet, 600 km öster om huvudstaden Jakarta.